# Мельчарек, Клеменс
Клеменс Мельчарек (пол. Klemens Mielczarek; 17 октября 1920 — 2 января 2006) — польский актёр театра, кино и телевидения.

## Биография
Клеменс Мельчарек родился в Люблине. Актёр театров в Ченстохове, Варшаве и Люблине. Выступал в спектаклях «театра телевидения» в 1958—1987 годах. Умер в Варшаве, похоронен на кладбище Старые Повонзки.

## Избранная фильмография
- 1935 — Вацусь / Wacuś
- 1937 — О чём мечтают женщины / O czym marzą kobiety
- 1937 — Князёк / Książątko
- 1937 — Недотёпа / Niedorajda
- 1938 — Флориан / Florian
- 1949 — Чёртово ущелье / Czarci żleb
- 1949 — Дом на пустыре / Dom na pustkowiu
- 1953 — Дело, которое надо уладить / Sprawa do załatwienia
- 1953 — Приключение на Мариенштате / Przygoda na Mariensztacie
- 1955 — Подгале в огне / Podhale w ogniu
- 1958 — Вольный город / Wolne miasto
- 1958 — Восьмой день недели / Ósmy dzień tygodnia
- 1959 — Кафе «Минога» / Cafe pod Minogą
- 1965 — Один в городе / Sam pośród miasta
- 1967 — Вестерплатте / Westerplatte
- 1977 — Дело Горгоновой / Sprawa Gorgonowej
- 1977 — Польские пути / Polskie drogi (только в 11-й серии)
- 1978 — Роман Терезы Хеннерт / Romans Teresy Hennert
- 1981 — Человек из железа / Człowiek z żelaza
- 1983 — Альтернативы 4 / Alternatywy 4 (только в 1-й серии)
- 1986 — Предупреждения / Zmiennicy (только в 15-й серии)
- 1988 — Бесы / Les Possédés